# Lecane undulata
Lecane undulata är en hjuldjursart som beskrevs av Hauer 1938. Lecane undulata ingår i släktet Lecane och familjen Lecanidae. Inga underarter finns listade i Catalogue of Life.